# Smedjebacken
Smedjebacken – miejscowość (tätort) w Szwecji, w regionie administracyjnym (län) Dalarna. Siedziba władz (centralort) gminy Smedjebacken.
Miejscowość jest położona w południowej części prowincji historycznej (landskap) Dalarna, ok. 40 km na południe od Borlänge nad jeziorem Norra Barken i rzeką Kolbäcksån, której bieg od Smedjebacken do jej ujścia do Melaru pokrywa się z kanałem Strömsholms kanal.
Ośrodek przemysłu metalowego (m.in. walcownia stali należąca do koncernu Ovako).
W 2010 roku Smedjebacken liczyło 5100 mieszkańców.